# SACI-1
O Satélite de Aplicações Científicas 1 ou SACI-1 foi um microssatélite de aplicações científicas, projetado, desenvolvido, construído e testado por técnicos, engenheiros e cientistas brasileiros trabalhando no INPE.
O SACI-1 foi lançado em 14 de outubro de 1999, a partir do Centro de Lançamento de Taiyuan por intermédio de um foguete Longa Marcha 4B, como carga útil secundária no lançamento do CBERS-1.

## Características
Os satélites "SACI" são compostos por uma plataforma multimissão e por um conjunto de experimentos que constitui a carga útil. Esses satélites contaram com a cooperação de diversas instituições brasileiras e estrangeiras.
O satélite científico SACI-1 possui as seguintes características:

### Gerais
- Formato: paralelepípedo com 60 x 40 x 40 cm
- Massa: 60 kg
- Órbita: heliossícrona
- Estabilização: por rotação (6 rpm)
- Precisão: 1 grau
- Altitude: 750 km

### Suprimento de energia
- Células solares: Arseneto de Gálio (AsGa)
- Dimensões: 3 painéis de 57 x 44 cm
- Eficiência: 19%
- Potência gerada: 150W
- Células da Bateria de Níquel Cádmio (NiCd)
- Voltagem: 1,4V
- Capacidade: 4,5 Ah

- Taxa de telecomando: 19,2 kbps
- Taxa de transmissão: 500 kbps
- Antenas de bordo: 2 de transmissão e 2 de recepção, tipo Microstrip
- Frequência de operação telemetria/telecomando: 2,250 GHz/2,028 GHz
- Antena de recepção em Solo: 3,4 m de diâmetro

## Missão
Embora o lançamento tenha transcorrido sem problemas, e a órbita pretendida atingida, o SACI-1 não chegou a entrar em operação, provavelmente devido a uma falha no sistema de controle do painel solar.